# Dekanat Zduny
Dekanat Zduny – jeden z 33 dekanatów w rzymskokatolickiej diecezji kaliskiej.

## Parafie
W skład dekanatu wchodzi 8 parafii:
- parafia Wniebowzięcia Najświętszej Maryi Panny – Baszków
- parafia św. Mikołaja Biskupa – Chwaliszew
- parafia Wniebowzięcia Najświętszej Maryi Panny – Cieszków
- parafia św. Antoniego Padewskiego – Gądkowice
- parafia Najświętszej Maryi Panny Wniebowziętej – Sulmierzyce
- parafia św. Macieja Apostoła – Trzebicko
- parafia Podwyższenia Krzyża Świętego – Uciechów
- parafia św. Jana Chrzciciela – Zduny

## Sąsiednie dekanaty
Jutrosin (archidiec. poznańska), Krotoszyn, Milicz (archidiec. wrocławska), Odolanów, Twardogóra